# 沈洋
沈洋（1984年3月20日—），低男中音。

## 生平
出生于中国天津，曾就學於上海音樂學院。他于2007年6月英国BBC卡迪夫世界歌唱家大赛中获得金奖，2006年，他录制了舒伯特的声乐套曲《冬之旅》并于同年出版，这是世界上首个华人版本。
在2007年贏得英国BBC卡迪夫世界歌唱家大赛之後，沈洋赴美國紐約參加大都會歌劇院和朱利亞德學院的聯合學習課程。在兩年學習期間，先後和詹姆斯·莱文, Daniel Barenboim,Antonio Pappano,James Conlon,John Nelson,Helmuth Rilling等指揮合作演出。
2009年春，於英國加的夫、香港、美國紐約和中國上海舉辦一系列的個人獨唱會，4月完成個人在美國大都會歌劇院的首演。2009年5月，邀請來美國大都會歌劇院的專家在上海音樂學院舉辦大師課，並一起合作在上海大劇院舉辦個人獨唱會。2010年春，將獲得美國朱利亞德學院和上海音樂學院的藝術家和碩士文憑。
2009-2010音樂季，將以獨唱家的身份完成於紐約愛樂樂團和波士頓交響樂團的首演，並會參加新一樂季的上海交響樂團的開幕演出。
許多演出輿個人評論文章刊登在紐約時報、英國金融時報、香港大公報和上海新民晚報等眾多媒體上，特別是2009年3月，美國《華爾街日報》刊登了專題文章"The Met grooms a young star"。在學習期間，曾和包括詹姆斯·莱文, Jose van Dam, Renee Fleming, Carlo Bergonzi,Christa Ludwig等在內的多位世界級音樂大師學習並獲得極高評價。